# Trattato anglo-olandese del 1814
Il trattato anglo-olandese del 1814, noto anche come convenzione di Londra del 1814, è un trattato firmato dal Regno Unito e dalle Provincie Unite, a Londra il 13 agosto 1814. Esso regolò i sussidi britannici a sostegno della ricostruzione di un forte regno nei Paesi Bassi, nonché la sistemazione di tutte le pendenza coloniali fra i due Paesi. Segnando un passo decisivo della uscita delle antiche Province Unite dalla lunga ed interminabile bufera del periodo franco-bataviano.

## Contesto: la benevolenza inglese verso l'Olanda
Per un interregno durato fra il 1811 ed il 1816, nel corso delle guerre napoleoniche, il Regno Unito prese possesso o conquistò tutte le antiche colonie già appartenute alla Compagnia Olandese delle Indie Orientali e delle Indie Occidentali, inclusa financo la fondamentale base di Giava (vedi: Guerra anglo-olandese per Giava). Lo stesso accadeva per le colonie francesi. Negli anni precedenti, infatti, la antica Repubblica delle Sette Province Unite, era stata succeduta da una Repubblica Batava e, poi, da un Regno d'Olanda, entrambe stati satelliti della Francia rivoluzionaria ed imperiale, sinché dette province erano addirittura state direttamente annesse all'Impero napoleonico. Si trattava, in ogni caso, di Stati in guerra con il Regno Unito.
Lo stesso, tuttavia, non valeva per lo statolder (il reggente) della antica Repubblica delle Sette Province Unite, Guglielmo V di Orange-Nassau, morto in esilio, né per il di lui erede, anche lui Guglielmo, i quali non riconoscevano la successione di stati seguiti alla loro cacciata dal Paese. Difatti, il trattato del 1814 venne sottoscritto dai rappresentanti dello statolder a nome della Provincie Unite: uno stato che, in effetti, aveva cessato di esistere sin dal 1795 (tanto che il trattato di Parigi, di 73 giorni precedente, indicava il Paese genericamente come Olanda).
La protezione che Londra esercitava sulla Casa di Orange-Nassau, comunque, consentì ai negoziatori olandesi di ottenere concessioni rilevanti ed anzi, occorrerebbe dire, sin insperate, alla luce della oggettiva debolezza della posizione negoziale di partenza.

## Premesse: Gli accordi preliminari

### Il protocollo di intesa anglo-olandese del 1813
Le basi del trattato vennero poste sin dal 27 aprile 1813, allorché il tout-puissant ministro degli esteri britannico Castlereagh, aveva comunicato a Guglielmo l'interesse inglese alle seguenti linee generali delle future intese:
- estensione delle frontiere delle Province Unite verso ovest, o con una sorta di nuova barriera, più efficace della vecchia, ovvero con l'unione di alcune parti del territorio adiacente alla antica Repubblica[1];
- restituzione delle antiche colonie, ma senza fissare una data: si sarebbe atteso sino a quando il Regno Unito avesse ritenuto conveniente ai propri interessi;
- instaurazione, nel restaurando Stato, di un nuovo sistema di governo che sappia riconciliare i desideri delle Province Unite con quello delle potenze.

Tali promesse costituiscono una testimonianza tanto più significative della protezione britannica, in quanto all'epoca Napoleone era ancora sovrano in carica del Paese rivendicato dallo statolder.
Ma tali accordi ipotetici assunsero ad un tratto rilevanza con la Battaglia di Lipsia. Un mese e mezzo più tardi, il 30 novembre, il Principe d'Orange rientrava nei Paesi Bassi, a Scheveningen, accolto con entusiasmo, ed il 2 dicembre entrava in Amsterdam e veniva proclamato Principe-Sovrano dei Paesi Bassi: assai più di statolder, qualcosa meno di re.

### Visita di Castlereagh ad Amsterdam: riconferma degli accordi
Il 14 gennaio Guglielmo veniva raggiunto all'Aia dal Castlereagh, sulla via di Chaumont: questi riconfermò il progetto britannico di annessione alle “Province Unite” degli antichi Paesi Bassi austriaci oltre a pezzi della Germania sulla riva sinistra del Reno (nota come cis-renania). In cambio, naturalmente, Londra si aspettava da Guglielmo che egli non ponesse eccessive difficoltà ad arrangiamenti relativi alle colonie, al momento, comunque, tutte sotto occupazione militare britannica. Si trattava, per Guglielmo, di un ottimo affare, che comunque era forzato a concludere, e, naturalmente, accettò.

### Il trattato di Chaumont: le altre potenze aderiscono preliminarmente al protocollo
Appena prima del crollo definitivo di Napoleone, il 1º marzo 1814, l'impostazione del Castlereagh venne fatta propria dagli alleati: il trattato di Chaumont stabiliva che: L'Olanda (sic) stato libero ed indipendente, sotto la sovranità del Principe d'Orange, con un accrescimento territoriale e lo stabilimento di una conveniente frontiera.
In pratica Castlereagh si era assicurato, quanto ai Paesi Bassi, gli obiettivi principali della sua azione. Restavano da stabilire solo i dettagli.

### Il trattato di Parigi: le potenze si impegnano formalmente ma genericamente
Crollato il Primo Impero francese, le potenze vincitrici sottoscrissero il trattato di Parigi del 30 maggio 1814, una sorta di accordo preliminare che fissava le linee guida dei successivi accordi di dettaglio. Esso era composto da una parte ufficiale e da una, più limitata, serie di articoli separati e segreti.
L'articolo 6 della parte del trattato ufficiale registrava, laconicamente, che L'Olanda posta sotto la sovranità della Casa di Orange riceverà un ingrandimento territoriale. Il titolo e l'esercizio della sovranità non potranno, in alcun caso, appartenere ad alcun principe titolare od erede di una corona straniera. Esso si leggeva in unione con l'articolo 3 segreto, che aggiungeva: i territori compresi fra il mare, la frontiera francese del 1796 e la Mosa, sarà unità in perpetuità all'Olanda, addirittura motivando: la instaurazione di un giusto equilibrio in Europa esige che l'Olanda sia costituita in una dimensione che la mettano in condizione da sostenere, da sola e con i propri mezzi, la propria indipendenza.  Non solo, veniva registrato il consenso dell'antico possessore dei Paesi Bassi cattolici, l'Impero austriaco, che, ai sensi dell'articolo 2 segreto vedeva estendere il proprio dominio in Italia estese al Po, al Ticino ed al Lago Maggiore. In pratica Castlereagh aveva definito il prezzo da pagare a Vienna per quanto già pattuito a Chaumont: Vienna scambiava Bruxelles con Milano.
Le attese britanniche potevano dirsi soddisfatte. Restava, tuttavia, da sfruttare l'opportunità di negoziare un ulteriore rafforzamento del neonato mini-impero olandese, verso la cis-renania. Un tema delicato, in quanto occorreva contemperare le ambizioni anglo-olandesi con l'esigenza di compensare la Prussia. Ciò tanto per la zona fra la Mosa e la frontiera tedesca (articolo 3 segreto: la frontiera sulla riva destra della Mosa sarà regolata in accordo con le convenienze militari dell'Olanda e dei suoi vicini), quanto fra tale frontiera ed il Reno (articolo 4 segreto: i territori tedeschi sulla riva sinistra del Reno … servirà all'ingrandimento dell'Olanda ed a compensazione per la Prussia ed altri Stati tedeschi).
Nulla, invece, veniva disposto quanto alle colonie olandesi, un'assenza che spiccava a confronto con le dettagliate indicazioni circa le colonie francesi. Ma Guglielmo non poteva pretendere di più: un po' perché erano in ballo gli ingrandimenti in Europa, un po' poiché era legato alla promessa del 1813 di attendere la restituzione delle colonie sino a quando il Regno Unito avesse ritenuto conveniente ai propri interessi.

## Il trattato anglo-olandese del 1814
Non dovette, tuttavia, attendere a lungo: il 13 agosto 1814 venne firmato a Londra un apposito trattato bilaterale. Lo firmarono Castlereagh per il Regno Unito ed Hendrik Fagel (o Henry Fagel) per le Province Unite.

### La sistemazione coloniale

#### Le colonie restituite
Gli Inglesi restituivano agli Olandesi i loro possedimenti coloniali in Africa, America ed Asia, quali erano prima della invasione francese della Seconda Rivoluzione batava del dicembre 1794 (o prima dello scoppio della guerra, il 1º gennaio 1803).
Le condizioni di restituzioni erano uguali a quelle previste per le colonie francesi, dal trattato di Parigi: tre mesi per quelle in America o sino al Capo di Buona Speranza, sei mesi per le altre (articolo 5). La riconsegna, tuttavia, avvenne con maggiore lentezza: Giava, ad esempio, insieme agli altri possedimenti, veniva resa al neonato Regno Unito dei Paesi Bassi solo nel 1816.

#### Le colonie trattenute
Dalla riconsegna vennero, tuttavia, escluse le basi di Berbice, Demerara ed Essequibo, che passarono a costituire la Guiana britannica: non si trattò di una grande perdita, in quanto, nei diciotto anni di quasi continuata occupazione, gran parte delle piantagioni erano ormai passate in mani di soggetti britannici. Ai soggetti olandesi, inoltre, venivano comunque conservati i preesistenti diritti di proprietà e commerciali.
Lo stesso valeva per la cessione del distretto di Bernagore, vicino a Calcutta, in cambio di un diritto annuale da stabilirsi, una questione che si trascinò per anni e venne regolata solo nel trattato del 1824.
Diverso il caso dell'ultima cessione al Regno Unito: la Colonia del Capo, ove forte era la presenza di una popolazione di lingua olandese, o afrikaans, se si preferisce, dalla quale discendono gli attuali Boeri: prevalse, tuttavia, il fondamentale interesse strategico del Regno Unito a controllare la rotta dell'India. D'altra parte, alle garanzie di proprietà e commerciali già offerte per gli olandesi di Berbice, Demerara ed Essequibo, si aggiungeva alle navi olandesi di ogni tipo l'accesso per rifornimento o riparazioni alle stesse condizioni concesse al naviglio inglese.

#### Le colonie scambiate
Diverso fu il trattamento della base commerciale di Cochin e relative dipendenze, poste sulla costa del Malabar, in India: un porto antichissimo, che aveva ospitato anche la tomba di Vasco de Gama, ma ormai decaduto e, comunque, isolato in un subcontinente ormai quasi interamente britannico.
Fu, quindi, logico scambiarlo con l'isola di Bangka, posta presso Sumatra: uno scacchiere decisamente più strategico per gli interessi coloniali dei Paesi Bassi.
Agli Inglesi, d'altronde, l'isola non interessava granché, avendola essi ottenuta solo dal 1812, dal sultano di Palembang: un'epoca immediatamente successiva alla conquista di Giava, quando non era affatto detto che il Regno Unito avrebbe rinunciato all'arcipelago indonesiano.

#### La compensazione per Guadalupa
Gli Inglesi accettarono di pagare un milione di sterline alla Svezia, a compensazione delle sue rivendicazioni su Guadalupa. Tale previsione rispondeva ad una necessità che riguardava i Paesi Bassi solo indirettamente.
L'isola, infatti, non era mai stata colonia olandese, bensì francese, e come tale era stata occupata, sin dal 4 febbraio 1810, dal Regno Unito. Questa, però, il 3 marzo 1813, ne aveva ceduto la proprietà al principe ereditario di Svezia, Bernadotte, al fine di allettarlo in vista della entrata di quel Regno nella sesta coalizione anti-francese, in un momento in cui Napoleone era tornato disfatto dalla Campagna di Russia. Un trasferimento che mai ebbe luogo, in quanto, crollato il Primo Impero francese, il trattato di Parigi del 30 maggio 1814 disponeva il ritorno di Guadalupa al restaurato Regno di Francia di Luigi XVIII.
Restava da compensare Bernadotte. E la situazione presentava qualche rischio per Guglielmo, in quanto gli emissari svedesi stavano proponendo di scambiare la Guadalupa con un'altra isola, fra le molte colonie olandesi che Londra ancora occupava: ecco perché fu importante ottenere, per la Svezia, una compensazione monetaria. Ed ecco perché tale previsione, apparentemente estranea, trovò posto nel trattato.

### La annessione del Belgio
Alle predette compensazioni, Guglielmo ne aggiungeva una assai più rilevante: dei sussidi (sino a 3 milioni di sterline) specificamente indirizzati alla sistemazione definitiva e soddisfacente dei Paesi Bassi cattolici (leggi il Belgio) in unione con l'Olanda. Il che equivaleva ad un'ulteriore garanzia, da parte della maggiore superpotenza mondiale, acché le promesse del trattato di Parigi venissero confermate dallo scrivendo trattato di Vienna.
Dal momento che la giustificazione principale per l'annessione dei Paesi Bassi cattolici era rappresentata dalla costituzione di una nuova barriera all'espansionismo francese, una garanzia altrettanto importante della precedente era rappresentata dall'impegno britannico ad investire, ognuna, 2 milioni di sterline, per l'estensione ed il miglioramento delle difese dei Paesi Bassi.
Tali sussidi erano espressamente concessi in considerazione ed in soddisfazione degli impegni di cessione della Colonia del Capo e della costituenda Guiana britannica.
Altrove segnalano, infine, un contributo di 3 milioni di sterline per ripagare la metà del dell'esistente debito olandese verso l'Impero russo. Ma non ve ne è traccia nel trattato: forse esse vennero indicate in un accordo collegato.

### Un passo verso l'abolizione della schiavitù
Il trattato prendeva atto di una dichiarazione inglese del 15 giugno 1814 (che proibiva che nessuna nave negriera potesse essere rifornita nei porti britannici, né ammessa nelle basi britanniche della costa africana, né che alcun indigeno di detti possedimenti potesse essere fatto schiavo), accordando l'assenso preliminare a che tali restrizioni si applicassero anche a naviglio olandese.
La dichiarazione riprendeva una precedente legge votata, nel 1807, dalla Camera dei Comuni, che aveva proibito l'ingresso, nei porti britannici, di navi impegnate nella tratta degli schiavi. Essa, altresì, confermava una linea di condotta abolizionista, che, da ormai più di un decennio, rappresentava una delle priorità della politica britannica. Tanto che venne imposta a tutte le altre potenze quando, l'8 febbraio 1815, nel contesto del Congresso di Vienna, venne sottoscritta una Dichiarazione contro la tratta dei negri: essa proibiva, appunto, la tratta, non il possesso di schiavi, tant'è che financo in certe colonie britanniche essa venne abolita solo nel 1833.
Allo stesso modo, il trattato non impegnava affatto le Province Unite a liberare gli schiavi già in possesso, bensì solo di non acquisirne di nuovi. Per giunta, la presa d'atto delle restrizioni britanniche non costituiva che un gesto di realismo, non comprendendosi come la piccola flotta olandese avrebbe mai potuto opporsi alla volontà della maggior flotta del mondo. Ne consegue, quindi, che Guglielmo, accettando il diktat britannico, non compì alcun particolare sacrificio.

## Conseguenze: gli affari olandesi al Congresso di Vienna

### Scarso peso della diplomazia olandese
La sistemazione definitiva delle questioni continentali che riguardavano il neonato Regno Unito dei Paesi Bassi, venne con il trattato di Vienna, che segnò, per le antiche Province Unite, l'uscita definitiva dalla lunga ed interminabile bufera del periodo 'franco-bataviano'.
Il trattato venne negoziato e concluso, l'8 giugno 1815, dalle cinque grandi potenze. Come tutti gli altri Stati d'Europa, i Paesi Bassi poterono solo applaudirne la stesura finale. La loro posizione, in sostanza, fu totalmente dipendente dal benvolere di Londra, quindi dai suoi interessi. Una debolezza che si riflesse per intero nel testo del trattato.

### Sistemazione definitiva delle questioni continentali
Quanto alle questioni europee, un continente ove Londra non nutriva alcuna ambizioni territoriali, essa aveva mantenuto, per intero, quanto promesso dal Castlereagh il 27 aprile 1813:
- I Paesi Bassi ottenevano l'intero territorio fra la Mosa e la frontiera della Confederazione Germanica, incluso l'antico Principato Episcopale di Liegi ed il Granducato del Lussemburgo[4]. Vero è che si negavano ulteriori ingrandimenti nella cis-renania (che le potenze avevano totalmente impegnato per compensare la Prussia della mancata annessione della Sassonia), ma senza gran pena per gli Orange-Nassau, che sapevano così di compiacere ben due potenze: la Prussia (retta da un cugino di Guglielmo) che li aveva salvati dalla Prima Rivoluzione batava ed il Regno Unito, che li aveva appena resuscitati dall'esilio e dall'oblio.
- Sanzione delle linee guida fondamentali (note come gli otto punti) per la futura costituzione del Regno Unito dei Paesi Bassi, senza obiezioni rispetto a quanto redatto dallo stesso monarca e, addirittura, come se fossero inseriti, parola per parola, nel presente trattato. Ciò che li rendeva, sostanzialmente, immodificabili, in quanto ogni crisi politica interna si sarebbe subito tradotta in una crisi internazionale.

### Mancata sanzione internazionale delle questioni coloniali
Lì dove Guglielmo aveva da lamentarsi del Castlereagh, al contrario, era riguardo alla questione coloniale: il contenuto del trattato anglo-olandese, infatti, non veniva per nulla riportato nel trattato di Vienna: ciò che faceva mancare ogni garanzia internazionale e lasciava i Paesi Bassi in balia del benvolere inglese.
Tant'è che le questioni secondarie lasciate aperte (delimitazione delle aree di influenza attorno allo Stretto di Malacca, diritti commerciali olandesi nelle colonie indiane cedute) si trascinarono per un decennio, sinché esse vennero regolate con un addendum, noto come trattato anglo-olandese del 1824.

## Fonti
- George Edmundson, History of Holland, Cambridge University Press, 1922.
- Henry Kissinger, A world restored, Londra, 1957.
- Testo del trattato anglo-olandese (Document 464), su guyana.org. URL consultato il 14 marzo 2008 (archiviato dall'url originale l'11 marzo 2008).
- Testo del trattato di Chaumont, su gallica.bnf.fr.